# Тейвон Остін
Тейвон Уеслі Остін (англ. Tavon Wesley Austin; нар. 15 березня 1990) — захисник з американського футболу, який виступає за «Джексонвілл Джагуарс» Національної футбольної ліги (НФЛ). Він грав у коледжський футбол у Західній Вірджинії, де двічі отримав Всеамериканські нагороди.

## Ранні роки
Остін народився в Балтиморі, штат Меріленд. Відвідував середню школу Данбара в Балтіморі, штат Меріленд, де грав у футбол, баскетбол та займався бігом. У футбол він грав у біг назад, призвівши Dunbar High до трьох поспіль титулів штату класу 1A. Він був двічі кращим нападающим гравцем року в штаті Меріленд і першої команди штату Консенсус. Він встановив державні рекорди за кількістю очок кар'єри (790), приземлення (123), загальних атакуючих ярдів (9258) і мчить ярдів (7962). У легкій атлетиці Остін виступав як спринтер і стрибун. Він пробіг найкращий час у кар'єрі — 11,47 секунди на дистанції 100 метрів на змаганнях 1A North Region Meet у 2009 року. Також, був членом естафетного загону Данбара на 400 метрів.

## Кар'єра у коледжі
Остін отримав футбольну стипендію в Університеті Західної Вірджинії, де грав за футбольну команду West Virginia Mountaineers з 2009 по 2012 рік. У 2009 році його основну посаду було змінено на широкого приймача. Під час першого сезону він провів 15 прийомів на 151 ярд з приземленням. Будучи студентом другого курсу в 2010 році, він провів 58 прийомів на 787 ярдів. У 2011 році Остін провів 100 прийомів на 1180 ярдів і вісім приземлень. Під час перемоги Mountaineers 70–33 в Orange Bowl 2012 року він встановив рекорд Orange Bowl з чотирма прийомами приземлення.

## Професійна кар'єра

### Сент-Луїс / Лос-Анджелес Рамс (St. Louis / Los Angeles Rams)

#### сезон 2013
13 червня 2013 року Остін підписав чотирирічний контракт на 12,751 мільйона доларів. Угода включала бонус у розмірі 7,653 мільйона доларів. Протягом свого першого року в НФЛ, Остін зіграв 13 ігор з 151 мчить ярдів, 418 прийом ярдів, і 678 повернення ярдів на 51 комбінованих можливостей повернення під час ударів.

#### сезон 2014
Прийом ярдів Остіна в сезоні 2014 року знизився до 242 ярдів з 418 ярдів.

#### сезон 2015
Остін провів свій найкращий сезон у 2015 році. Він розмістив кар'єрні максимуми в прийомах (52), прийомі ярдів (473) і отриманні приземлень (п'ять) та виявився динамічним гравцем у нападі.

#### сезон 2017
Під керівництвом нового головного тренера Шона Маквея «Рамс» вийшли в плей-офф вперше з 2004 року, але внесок Остіна в команду протягом 16 ігор, в яких він грав, майже не існував. Остін був націлений здебільшого короткими передачами, або взагалі був виведений з гри.

#### сезон 2018
Протягом міжсезоння 2018 року з'явилися повідомлення, що Рамс зацікавлені в обміні або звільненні Остіна. 15 березня 2018 року Остін погодився на реструктуризований контракт та анулював останні три роки його контракту.

### Даллас Ковбойс (Dallas Cowboys)
28 квітня 2018 року Остін був проданий у «Даллас Ковбойс». Остін отримав травму паху в шостій грі проти Джексонвілл джагуарсів, що змусило його пропустити останні 9 ігор в сезоні.

### Сан-Франциско 49ers (San Francisco 49ers)
15 серпня 2020 року Остін підписав контракт із Сан-Франциско Фортинайнерс . 3 вересня 2020 року він був поміщений у резерв поранених. 27 жовтня він був звільнений з резерву поранених.

### Грін-Бей Пакувальники (Green Bay Packers)
1 грудня 2020 року Остін підписав контракт з Грін-Бей Пекерс, возз'єднавшись із головним тренером Меттом ЛаФлером, який був його координатором наступу в «Лос-Анджелес Рамс». Він з'явився в 4 іграх резервним широким приймачем і був оголошений неактивним для одного конкурсу. У нього було 5 прийомів на 20 ярдів.

### Джексонвілл Джагуарс (Jacksonville Jaguars)
6 серпня 2021 року Остін підписав контракт з Джексонвілл джагуарсами. 2 вересня 2021 року він був поміщений у резерв поранених. 30 вересня був активований.